# بيت غروس
بيت غروس (بالإنجليزية: Pete Gross)‏ هو معلق رياضي أمريكي، ولد في 28 ديسمبر 1936 في سان فرانسيسكو في الولايات المتحدة، وتوفي في 2 ديسمبر 1992 في ميرسير آيلاند في الولايات المتحدة بسبب سرطان.